# 在ウズベキスタン日本国大使館
在ウズベキスタン日本国大使館（ざいウズベキスタンにほんこくたいしかん、ロシア語: Посольство Японии в Узбекистане、英語: Embassy of Japan in Uzbekistan）は、ウズベキスタンの首都タシュケントにある、日本の在外公館である。

## 概要
在ウズベキスタン日本国大使館はウズベキスタン独立後の1993年（平成5年）1月に設置された。2016年（平成28年）8月26日より加藤文彦が在ウズベキスタン日本国大使館の特命全権大使を務めている。

## 歴代特命全権大使
| 大使     | 任期                                    |
| -------- | --------------------------------------- |
| 羽鳥隆   | 2022年 -（令和4年）                     |
| 藤山美典 | 2019年（令和元年） - 2022年（令和4年）  |
| 伊藤伸彰 | 2016年（平成28年） - 2019年（令和元年） |
| 加藤文彦 | 2013年（平成25年） - 2016年（平成28年） |
| 黒田義久 | 2010年（平成22年） - 2013年（平成25年） |
| 平岡邁   | 2007年（平成19年） - 2010年（平成22年） |
| 楠本祐一 | 2004年（平成16年） - 2007年（平成19年） |
| 河東哲夫 | 2002年（平成14年） - 2004年（平成16年） |
| 中山恭子 | 1999年（平成11年） - 2002年（平成14年） |
| 小畑紘一 | 1996年（平成08年） - 1999年（平成11年） |
| 孫崎享   | 1993年（平成05年） - 1996年（平成08年） |

## 所在地
- 大使館
  - 住所：タシュケント・サディク・アジモフ（ウズベク語: Sodiq Azimov[3]、ロシア語: Содик Азимов, Садык Азимов）通1-28[4]
  - 郵便番号：100047
  - 電話番号：(998-71) 120-80-60~63
  - FAX番号：(998-71) 120-80-77
  - 開館時間：月曜日~金曜日（休館日を除く）、09:00~13:00、14:30~18:00

## 著名な在勤者
- 帯谷知可 - 京都大学教授